# Musée colonial de Marseille
Le musée colonial de Marseille est un musée consacré aux produits des anciennes colonies françaises, produits essentiellement botaniques. Créé par Édouard Heckel en 1893, c'est le premier musée purement colonial en France. Ses buts sont à la fois scientifiques, économiques et commerciaux. Il est fondé en même temps que l'Institut colonial de Marseille, lui aussi une création de Heckel.
Ses collections, longtemps négligées, ont été bien diminuées avec le temps et les aléas de la décolonisation. Elles incluent des pièces rares dont un échantillon unique au monde d'une espèce de palmier disparue. Elles forment un ensemble de grande valeur non seulement patrimoniale, mais toujours d'actualité dans plusieurs domaines d'études présents (environnement, écologie, biodiversité… et bien sûr histoire) Leur attractivité est renouvelée par le mouvement de revalorisation du patrimoine universitaire commencé en Europe au tournant du XXIe siècle.
Inscrites comme monument historique avec leur mobilier d'origine, elles sont en cours de classement.

## Le fondateur, Édouard Heckel
Son fondateur, le botaniste Édouard Heckel (1843-1916), est pharmacien militaire dans la marine (il a beaucoup voyagé pendant une dizaine d'années et surtout dans les colonies), médecin, botaniste enseignant et chercheur. Il est aussi un net adhérent aux idées de ce qui a été appelé le parti colonial — non pas un parti politique au sens propre du terme mais un courant de pensée — et à l'idéologie coloniale française de cette fin du XIXe siècle.
Au début des années 1890, il décide que le moment est venu pour lui de « s'extérioriser », pour reprendre un mot qui lui est familier : il s'agit d'établir un contact plus direct avec le public afin d'éveiller l'intérêt général pour les produits coloniaux sur lesquels il a travaillé pendant de nombreuses années et qui restent encore essentiellement ignorés en France. C'est ce qu'il appelle lui-même « un moyen d'éducation coloniale par les yeux », qui participe d'« une école d'instruction coloniale » dispensant également des conférences et la publication d'une revue périodique. Outre cette intention, il vise trois autres buts : 
- intensifier les recherches sur ces produits mal connus, avec l'accent sur leur mise en valeur[3] par leurs applications possibles à tous points de vue : médecine, alimentation mais aussi toute branche de l'industrie ;
- servir de centre d'information aux industriels souhaitant mettre en place une production basée sur un produit naturel colonial : où et comment exploiter quel produit[4] ;
- et développer les échanges entre les diverses colonies[4].

Il considère aussi que l'établissement de musées est indissociable de l'éducation du peuple en général et des futurs colons en particulier ; qu'ils peuvent être une source de documentation pour informer les enseignants ; et qu'ils doivent, pour remplir efficacement ce rôle d'information et de formation, inclure une bibliothèque. Deux choses sont claires pour lui : il ne peut y avoir de cours sur les produits coloniaux sans le support de collections les plus complètes possibles ; et d'autre part la question pratique des résultats immédiats (s'entend l'aide au commerce et à l'industrie) prime sur les objectifs à plus long terme (s'entend la création de cours d'enseignement, qui viennent en complément et non en objet principal même s'il ne néglige pas leur importance). Le jardin botanique de Marseille, qu'il a créé en 1885 et qui porte son nom, est muni de serres chaudes dans le but originel d'étudier les plantes exotiques et devient lui aussi une espèce de musée vivant, un outil de démonstration.
Il obtient de Jamais (sous-secrétaire des Colonies 1892-1893), et du ministre de l'Instruction publique, la décision de créer un musée colonial et un institut de recherches colonial à Marseille. 

## Histoire

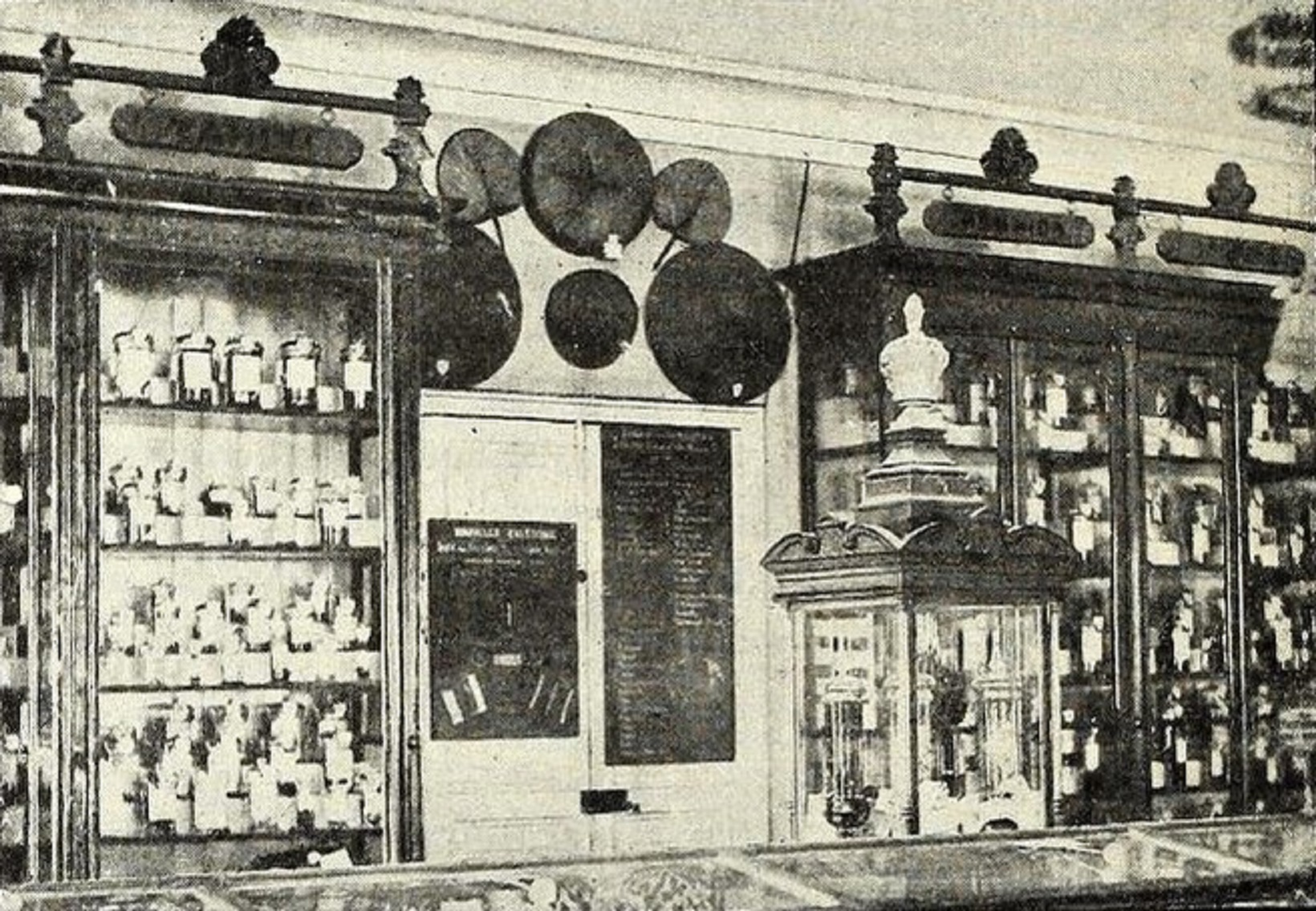
Entrée de la salle du musée,
bvd des Dames, 1900

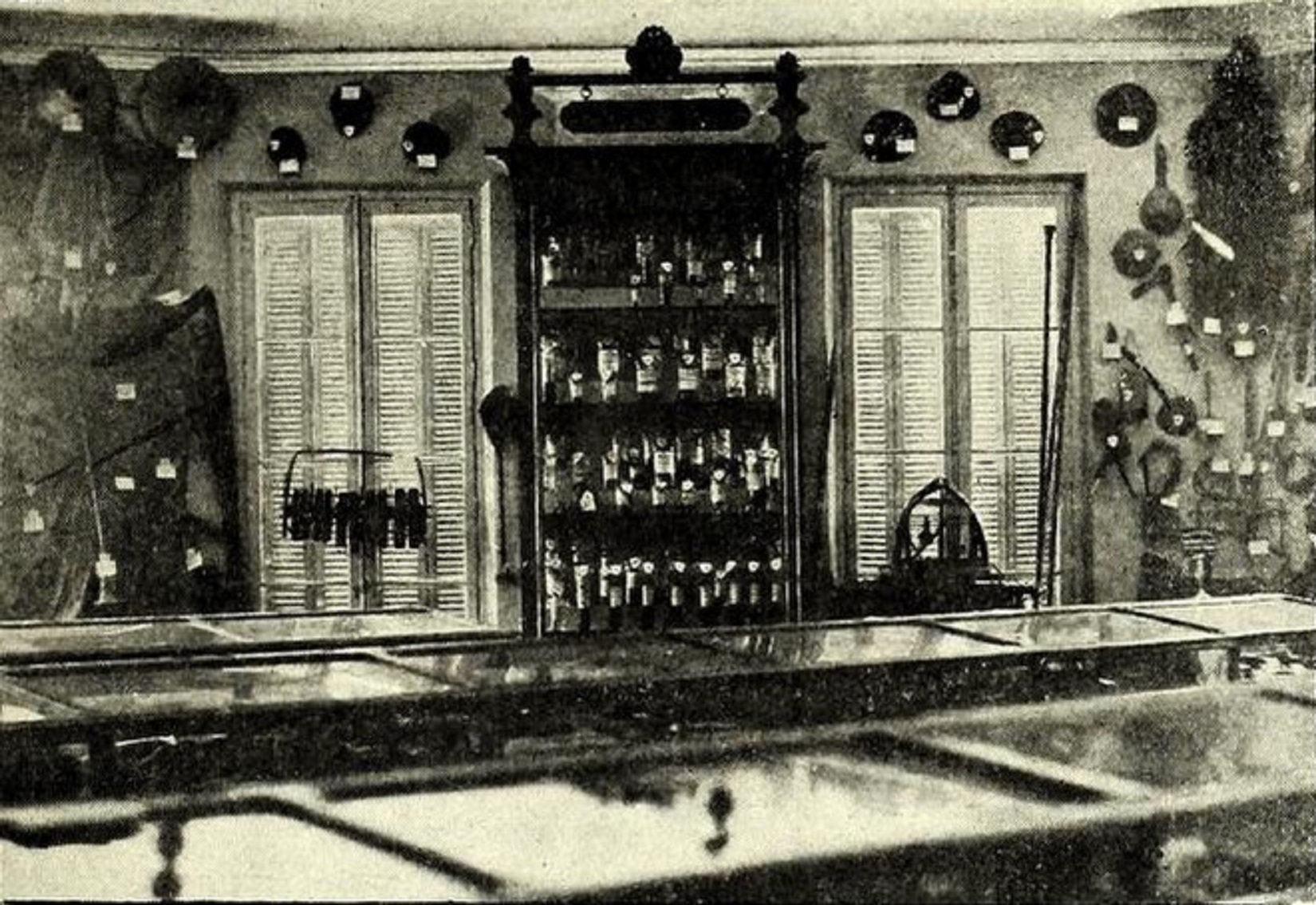
Fond de la salle du musée

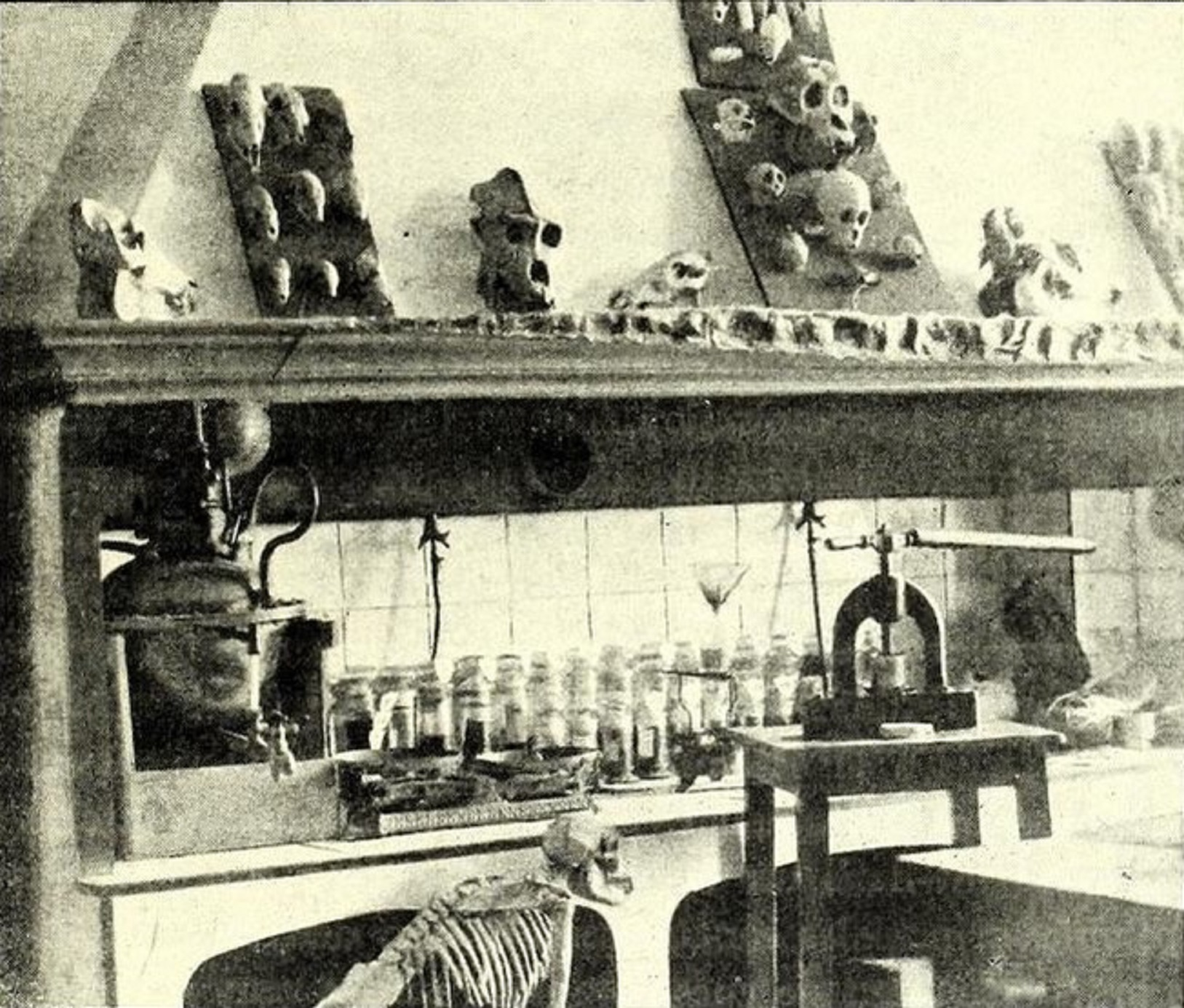
Laboratoire du musée-institut,
bvd des Dames, 1900

Il faut avant tout préciser que dans l'esprit d'Heckel il n'y a aucune séparation entre le musée colonial et l'institut colonial. En 1896, trois ans après l'ouverture du musée, il écrit : « J'ai créé, en 1893, à Marseille, un établissement public, unique en France jusqu'ici, sous le nom de Musée et Institut colonial » : ce alors que l'institut colonial de Marseille n'est officiellement fondé qu'en 1906.

### Les débuts

#### Boulevard des Dames
Fin 1893 Heckel crée donc un musée colonial à Marseille, sur le type du musée colonial de Haarlem qu'il est allé visiter. C'est le premier musée purement colonial en France. Il y apporte toutes ses collections privées — résultat de trente ans de travail —, recueillies soit par lui-même y compris pendant les dix années qu'il a passées sur mer ou aux colonies, soit par ses relations dans le monde entier ; il donne également sa bibliothèque coloniale et celle héritée de l'un de ses amis, M. Raoul.
Le musée colonial est d'abord situé dans un local au deuxième étage de l'immeuble affecté au service colonial (63 boulevard des Dames), mis à sa disposition par le ministre des colonies auprès du service colonial. Heckel organise une souscription qui recueille 32 000 francs, ce qui permet d'acheter le mobilier (vitrines, bibliothèques, équipement de laboratoire). Le musée comprend une grande pièce qui sert de salle d'exposition, une bibliothèque et un laboratoire de recherche avec ses dépendances. Le loyer, environ 3 000 francs, est payé par l'État qui paie aussi le salaire du garçon de laboratoire et gardien (1 400 francs). Le ministère des Colonies (créé à part entière seulement en 1894) donne une subvention de 2 000 francs pour les charges courantes (nettoyage, chauffage, éclairage, frais de correspondance…). Heckel se charge de la correspondance et de l'envoi d'échantillons d'étude en France et à l'étranger ; ses quatre collègues bénévoles assurent l'entretien du laboratoire et la détermination des échantillons (botanique, minéraux et produits) reçus de toutes parts. Les très nombreux correspondants étrangers sont « des fonctionnaires, médecins, officiers, pharmaciens, administrateurs, quelques rares colons libres, et surtout des missionnaires, excellents récolteurs, mais pas un agent consulaire » ; Heckel leur rembourse leurs dépenses et paie les frais de transport. 

Chaque année, une exposition consacrée à un produit colonial est organisée.
Le musée (opérant depuis 1893) est officiellement inauguré en février 1896 par le ministre du commerce. Heckel en est bien sûr le premier directeur. Ouvert tous les jours sauf le lundi (jour de nettoyage), en 1898 il reçoit 3 200 visiteurs et 4 400 en 1899. Une partie de ces visiteurs sont les étudiants des cours de l'Institut colonial, dont les cinq chaires sont créées en 1899,.

#### Rôle du musée dans le commerce et l'administration
Dès ses débuts, le musée joue un rôle important à Marseille ; en avril 1896, Le Figaro publie ses louanges et ajoute : « Il s'agit d'un musée pratique, rendant des services pratiques. Il est à peine fondé depuis trois ans que Marseille ne saurait plus s'en passer ». Bien qu'il ne s'occupe pas de questions à proprement parler commerciales, ses échantillons servent de types dans l'arbitrage des litiges devant le tribunal de commerce ou d'autres instances. De plus, la Douane se sert journellement de ses collections pour l'assise des droits fiscaux sur les matières nouvelles. La chambre de commerce transmet aussi au musée toutes les demandes qu'elle reçoit des chambres des colonies ou de l'étranger pour ce qui concerne les produits coloniaux commerciaux, leur valeur vénale, leur potentiel de vente, etc. 
En sus de la création d'une sorte de banque de données de tout produit colonial, et des recherches menées dans son laboratoire, le musée a donc une importante activité de bureau d'information et de renseignements. Et dès sa création en 1893 il a sa revue. En réalité c'est déjà l'institut colonial à tous points de vue sauf pour l'aspect de sa création purement  administrative.

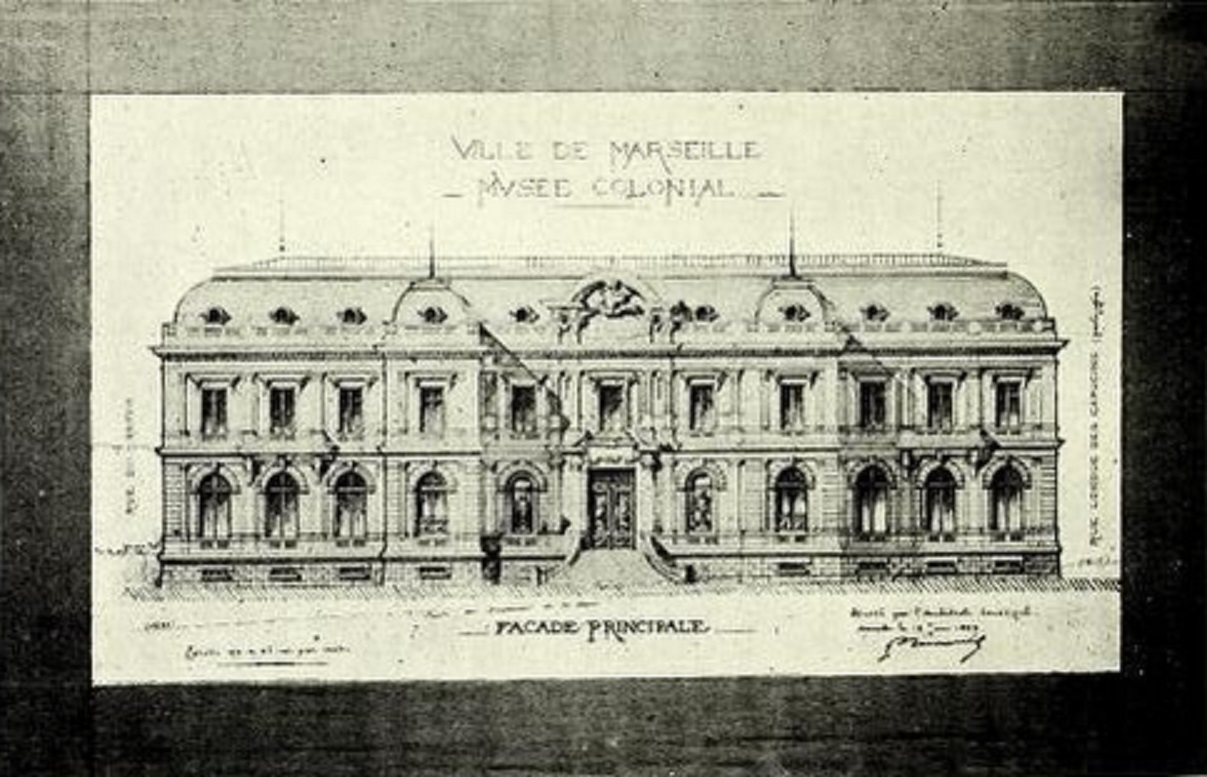
Projet pour le nouveau musée-institut colonial du bvd de la Paix, 1900

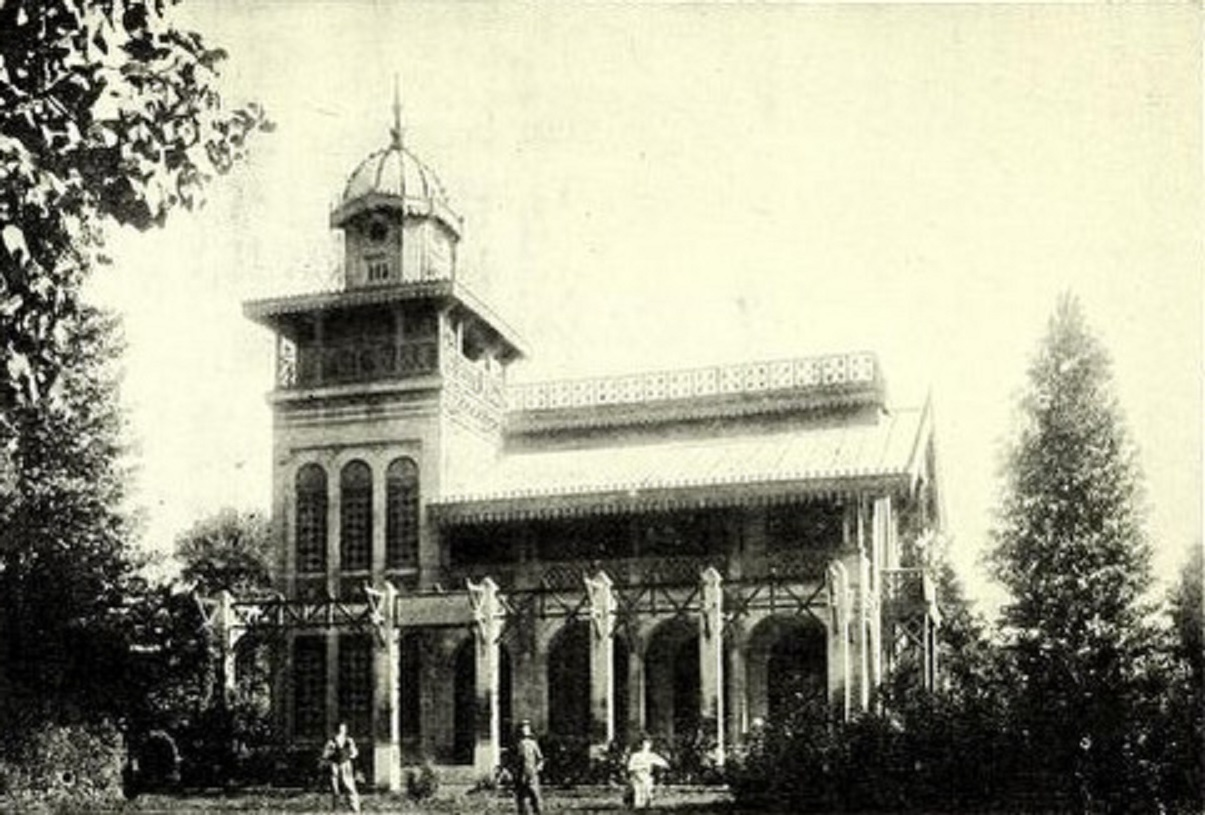
Laboratoire de recherches botaniques, jardin des plantes
du parc Borély, 1900

#### Boulevard de la Paix
Avec l'accroissement rapide des collections, le local devient vite trop petit. Et surtout, le conseil municipal reconnaît l'importance des résultats ainsi obtenus. Ardemment poussé par le Dr Garnier, adjoint du maire délégué à l'instruction publique, il vote le 28 juin 1898 un crédit de 450 000 francs pour la construction d'un musée-institut colonial avec laboratoire, salles de cours et de conférences, quatre grandes salles d'exposition des produits coloniaux (Afrique, Amérique, Asie, Océanie), et bibliothèque. Les crédits en question concernent un « musée » : à cette date il n'y a pas encore d'institut officiel. 

Le musée-institut colonial est à bâtir sur un terrain de même valeur (offert par la ville) dans le quartier de l'ancien cimetière Saint-Charles, sur le boulevard de la Paix au voisinage de la place d'Aix. L'endroit est destiné à rassembler l'ensemble des facultés de Marseille. En 1900 la liste des donateurs est déjà longue : pour les sommes d'argent, leur liste sur quatre pages inclut négociants, industriels, banques, personnes politiques et membres du corps enseignant. Les donateurs d'objets divers sont encore plus nombreux ; si la majorité de ces dons est orientée sur la botanique, le musée reçoit aussi des artéfacts très diversifiés.
Il existe aussi un laboratoire de recherches botaniques dans le jardin botanique (créé par Heckel en 1880) du parc Borély. Cet établissement, dirigé par Heckel, appartient à  la municipalité de Marseille et est doublé de serres chaudes réservées aux plantes coloniales. Il est utilisé pour identifier si nécessaire, et pour expérimenter sur les graines et plantes fraîches envoyées par les nombreux correspondants de Heckel et de l'institut. Quoique petites, c'est de ces serres que sont sortis tous les plants d'Araucaria bidwillii introduits dans les colonies d'Afrique et d'Océanie ; les pieds de kola introduits dans toutes les colonies françaises tropicales (Antilles, Guyane, Madagascar, Indochine, la Réunion) ; le Kinkélibah, contre la fièvre bilieuse hématurique ; le Maloukang ou Ankalaki (Polygala butyracea,), pour son beurre, ; et d'autres. C'est aussi dans ces serres qu'ont été déterminées nombre de plantes, par exemple le Dadigogo (Ceratanthera Beaumetzi (en) Heckel), taenifuge de la Guinée. 
Toutefois, ces serres sont bien petites pour le travail qui s'y effectue. Le 28 juin 1898 la municipalité vote un crédit de 26 300 francs (d'autres disent 50 000 francs) pour la construction, dans la section coloniale du jardin, de serres chaudes réservées aux plantes économiques tropicales et adjointes à ce laboratoire.

#### L'exposition coloniale de Marseille de 1906
La grande exposition coloniale de Marseille de 1906 marque une étape capitale dans l'évolution du musée-institut : la Chambre de commerce et d'industrie de Marseille prend conscience de l'importance économique d'un institut colonial. Elle décide d'en fonder un qui soit placé directement sous son autorité administrative et doté de véritables statuts (association loi 1901). Le musée colonial scientifique d'Heckel est alors complété par un musée colonial commercial. Après l'exposition coloniale de 1922, le musée des colonies au parc Chanot vient compléter l'ensemble.

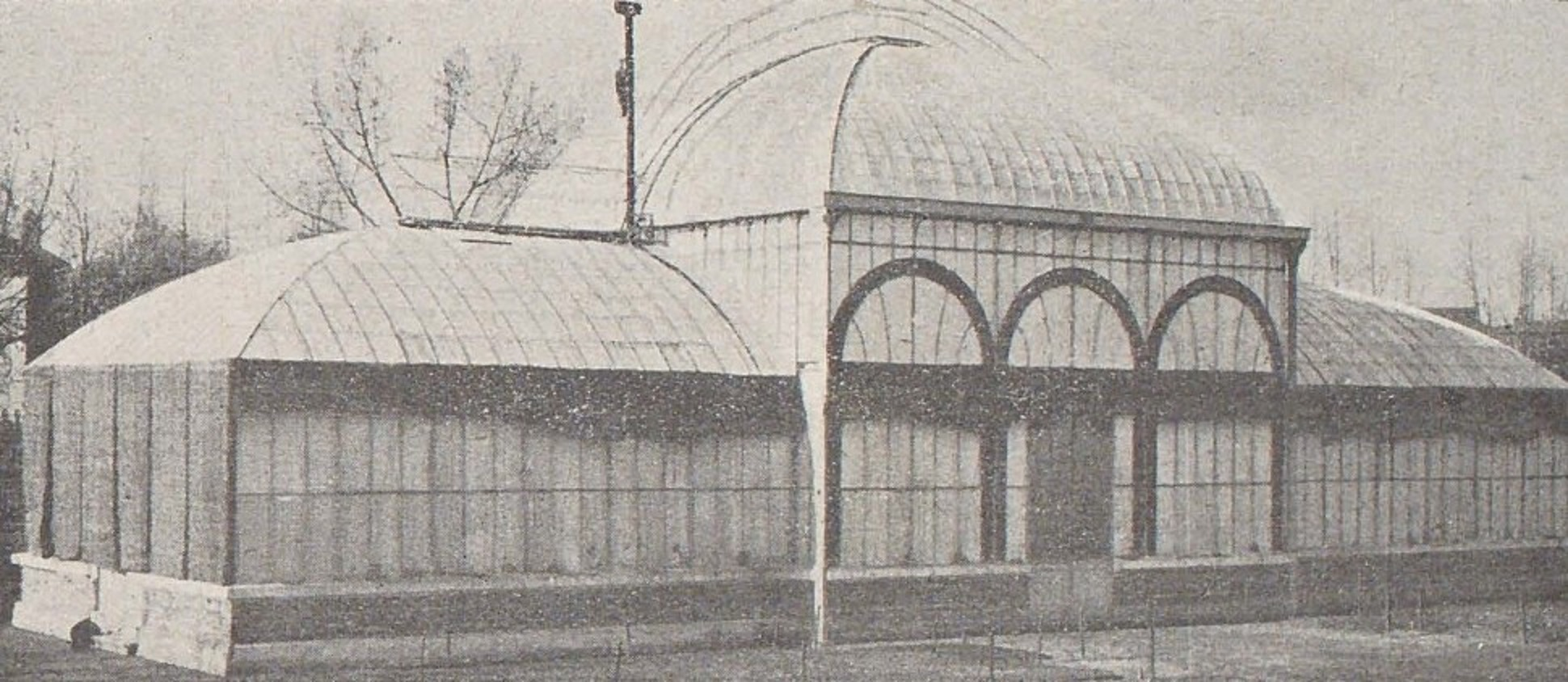
La grande serre de l'exposition coloniale de 1906

#### Les revues du musée-institut
Dans la foulée de la création du musée-institut colonial, il crée en 1893,
une revue associée, dont le premier tome est appelé Annales de l'Institut botanico-géologique colonial de Marseille.
Les tomes suivants sont les Annales de l'Institut colonial de Marseille de 1895 à 1906. 
Puis viennent les Annales du Musée Colonial de Marseille de 1907 à 1953,. Sa parution dure une soixantaine d'années. 

À partir de l'année de sa création officielle en 1907, l'institut colonial jusque là rattaché au musée publie d'autres revues (voir l'article « Institut colonial de Marseille », section « Revues du musée-institut colonial de Marseille »).

Pages de titre des premiers exemplaires des trois revues du musée
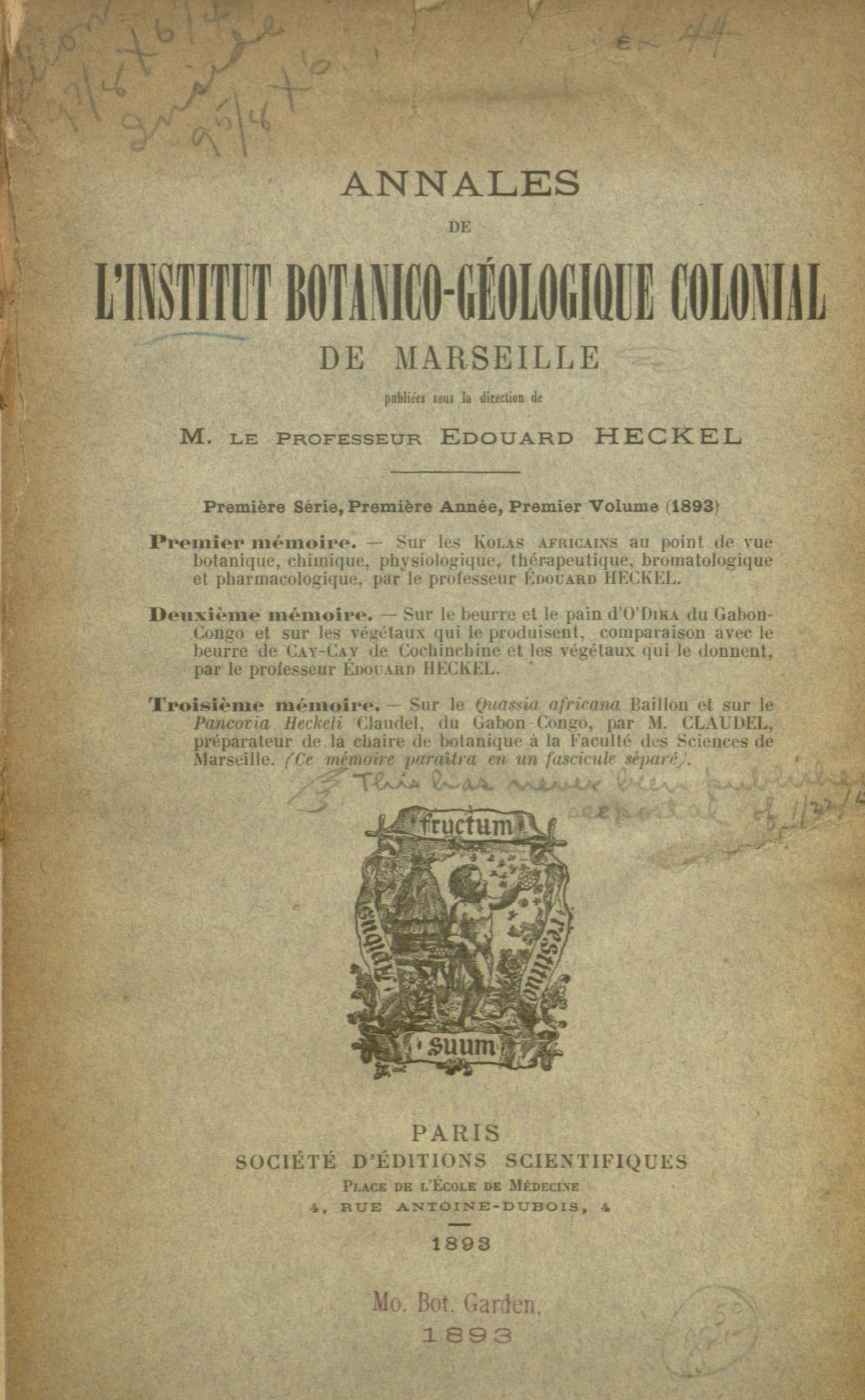
Annales de l'institut botanico-géologique colonial de Marseille, 1893
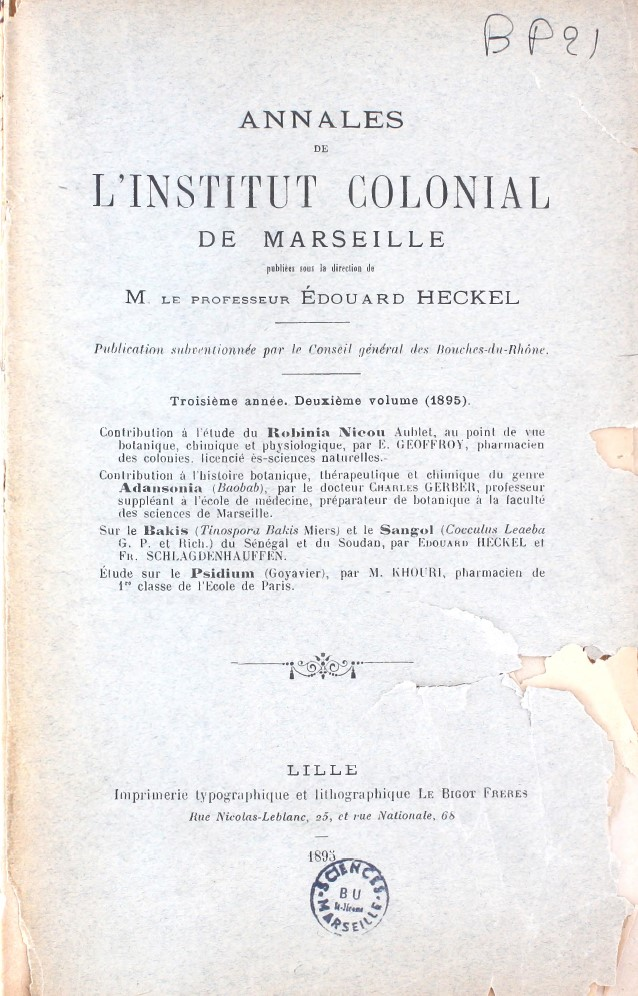
Annales de l'institut colonial de Marseille, 1895
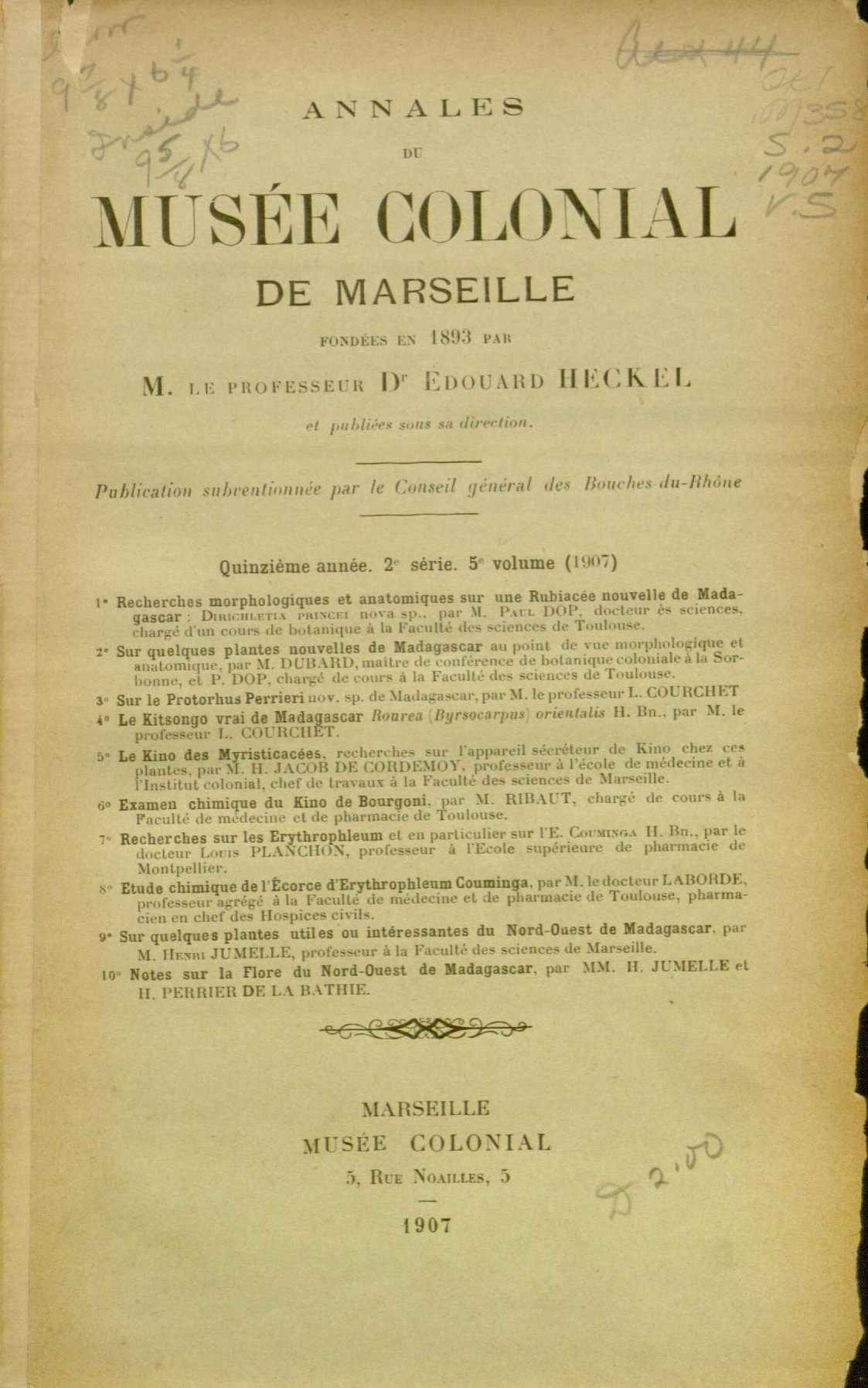
Annales du musée colonial de Marseille, 1907

Le Conseil général des Bouches-du-Rhône donne une subvention de 750 francs pour le musée-institut, dont 500 francs pour la publication de la revue ; en 1900, l'Association française pour l'avancement des sciences lui attribue une subvention de 350 francs « pour aider à la publication des travaux de l'Institut colonial ». 
Toutefois la revue ne tire qu'à 300 exemplaires, qui coûtent 3 000 à 3 500 francs, et elle est peu vendue ; ce qui limite les possibilités du musée pour renouveler ses échantillons.
Heckel dirige la revue jusqu'en 1915. En 1916 Jumelle en devient le directeur.

#### Une inspiration pour d'autres villes
Heckel s'occupe activement à promouvoir la création d'autres musées coloniaux en France. Pour celui de Bordeaux par exemple, fin 1895 il accueille à Marseille M. Bénard de la Société de géographie venu visiter le musée en quête d'inspiration ; en mars 1999 il est invité à Bordeaux par la Société des Amis de l'université pour faire une conférence exposant les besoins auxquels son musée répond et les services qu'il rend. 
Le musée colonial de Lyon est inauguré en 1926

### Après Heckel: musée scientifique de la Faculté et pavillon de l'Algérie

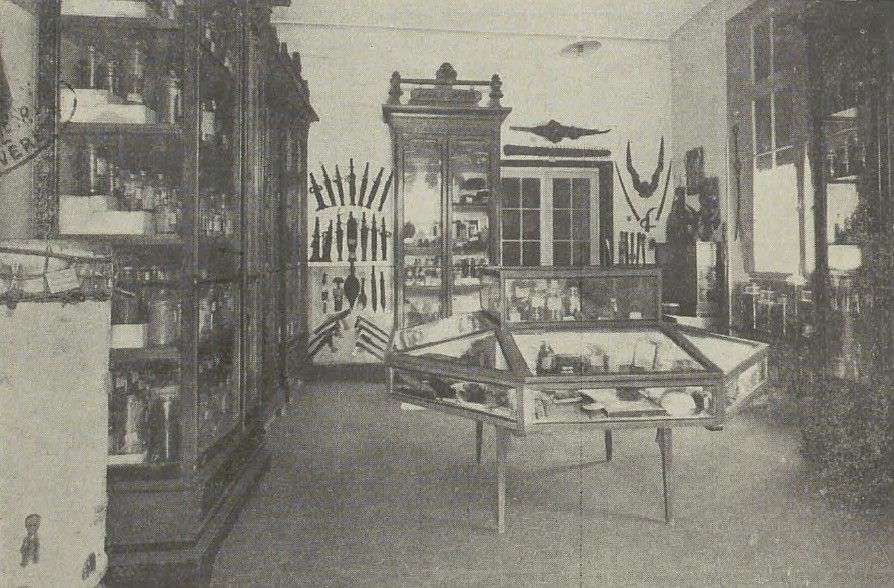
Salle du musée à la faculté des sciences, 1931

Heckel meurt en 1916. Le musée est réclamé par l'université et transporté à la faculté des sciences. L'institut colonial reprend les locaux libérés dans le parc Chanot après l'exposition coloniale de 1922 et établit un musée dans le pavillon de l'Algérie (construit par Albert Ballu à l'occasion de l'exposition coloniale de 1906). L'ancien Palais du ministère des colonies, construit pour la même exposition de 1906, est en partie détruit après celle de 1922 et la partie conservée récupère la documentation de la Chambre de commerce qui montre le développement de ses ports et de l'activité commerciale et industrielle de Marseille.
On se retrouve donc avec trois lieux : le musée scientifique de la Faculté, le musée commercial et l'ancien musée des colonies.

Palais de l'Algérie de l'exposition de 1922
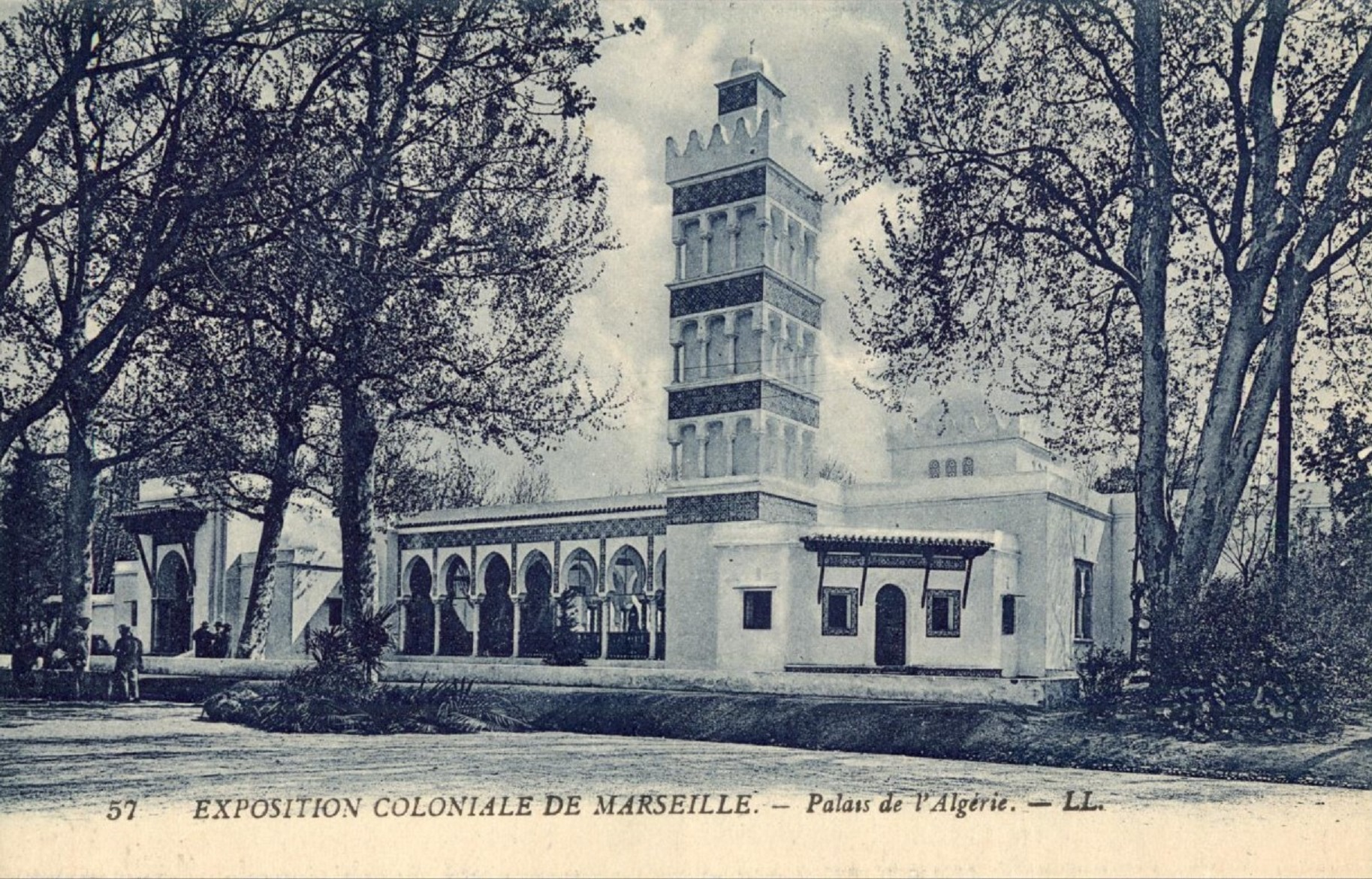
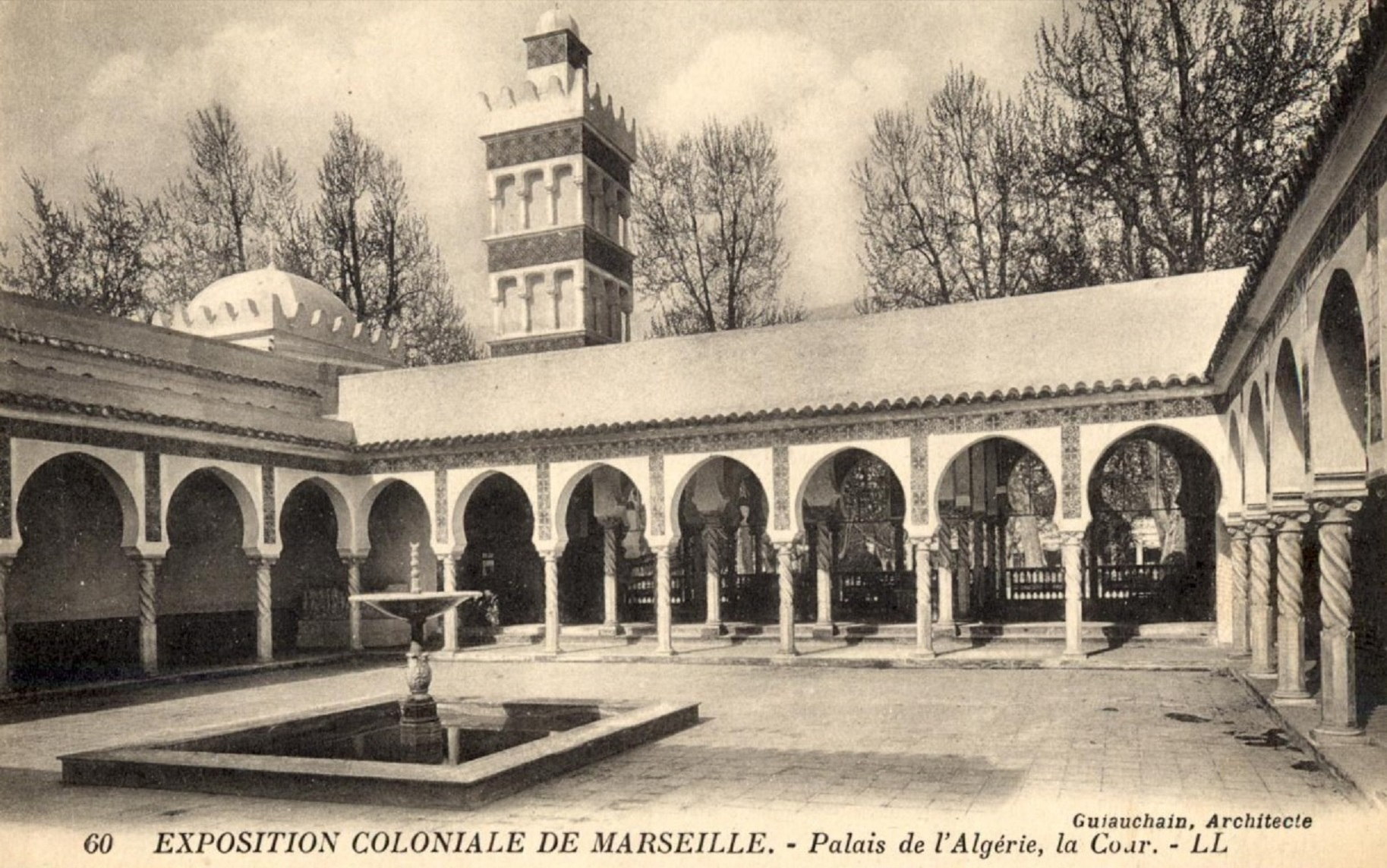

### Décolonisation, oblitération et dispersion
Avec la décolonisation, une grande partie de ces institutions disparaît. Déjà lors de la Seconde Guerre mondiale, des objets voire des collections ont été détruites.
Là-dessus, dans la France officielle des années 1960, toute trace de colonialisme doit disparaître. Dont le musée colonial de Marseille. Bruno Vila : « Il semble que le déménagement se déroule en une semaine. Pour aller vite, certains n'hésitent pas à jeter par les fenêtres certains éléments, d'autres viennent se servir. De nombreuses pièces disparaissent, d'autres sont dispersées dans l'université » - et dans plusieurs autres lieux.
la CCI a capitalisé les collections (objets) issus de différents musées coloniaux (musée scientifique de la Faculté, musée commercial et ancien musée des colonies). Les objets présents à la CCI restent difficiles à identifier, la distinction compliquée entre les collections propres à la CCIMP et au musée colonial….

### Le musée aujourd'hui
Le musée est toujours à l'université Aix-Marseille, dans la salle 8-1/E-08 au premier étage du bâtiment de sciences naturelles sur le campus de Saint-Charles de la Faculté des Sciences (3 place Victor Hugo). Il est sous la responsabilité du laboratoire Population, environnement et développement (LPED). 
Ce qui en reste est sauvé par le regain d'intérêt pour le patrimoine universitaire en général, et en particulier par les attentions de Bruno Vila, maître de conférences à Aix-Marseille Université, qui l'a en quelque sorte « redécouvert » sous la poussière à son arrivée en poste à Marseille et qui depuis 2018 l'a nettoyé, arrangé, catalogué, et rendu à la condition d'instrument de travail.
Il en reste quelque 12 000 planches d'herbiers et une large gamme d'échantillons allant du produit brut aux produits finis. Une centaine de spécimens disparus ont été retrouvés. Ses collections sont de nouveau utilisées pour l'enseignement et pour la recherche.
Elles incluent des pièces exceptionnelles, dont au moins une qui, selon Bruno Vila, est « l'unique échantillon au monde » d'une espèce de palmier de Madagascar disparue.

## Collections
Originellement, les nombreux échantillons et dérivés industriels de toutes sortes venant des colonies françaises côtoient leurs équivalents issus des colonies étrangères, pour comparaison. Il y a aussi de nombreux objets ethnographiques. Une liste succincte et non exhaustive est donnée dans une notice de 1900 ; déjà à cette date elle est impressionnante, et il est aisé de voir que ses éléments sont nettement orientés vers l'aspect utilitaire.
La collection actuelle inclut encore des plantes, des animaux naturalisés, des minéraux et des objets ethnographiques.

### Faculté des sciences de Marseille
De nos jours, les collections présentes à la faculté des sciences incluent encore 4 herbiers : herbier de Guyane française, herbier de Nouvelle-Calédonie, herbier de la Réunion et herbier de Tahiti. Le tout est réparti dans 82 boites de classement. Il y a aussi les 31 planches de l'herbier de l'Exposition coloniale de Marseille de 1906, qui concerne la Guyane. Les herbiers se trouvent dans deux salles : la salle du Musée colonial (salle 8-1/E-08) et la salle des herbiers (salle 8-1/E-06).

#### L'herbier de Perrier de la Bathie et Jumelle
Henri Perrier de la Bathie, qui a passé environ 40 ans à collecter des espèces à Madagascar, les envoie à Henri Jumelle basé à Marseille et grand collaborateur de la revue du musée. La collection issue de cette longue collaboration est accompagnée de notes de terrain des plus précises, ce qui en fait un ensemble de grande valeur pour l'étude de la biodiversité malgache.
Cette collection inclut aussi, parmi les types d'espèces disparues de la flore malgache actuelle, un échantillon de palmier connu uniquement grâce à l'herbier de Perrier de la Bathie et Jumelle.
Cependant son parcours est assez obscur pendant un temps. Après 1945, Pierre Choux incorpore cet herbier à celui de la ville de Marseille à l'université de Provence. Mais dans les années 1990, Henk Beentje and John Dransfield, qui travaillent à une monographie sur les palmiers de Madagascar (Dransfield & Beentje, 1995), tentent en vain de retrouver la trace de la collection de palmiers du musée-institut de Marseille. Ils en retrouvent de nombreux spécimens dans les collections d'herbier du Muséum national d'Histoire naturelle (MNHN) de Paris. Pourtant certains types (par exemple Ravenea latisecta Jum.) y manquent. Les recherches auprès d'autres herbiers français ne découvrent rien. Les seuls spécimens étudiés par Jumelle et Perrier de la Bâthie et retrouvés en 1990 sont ceux de Paris et des doubles donnés au TAN à Madagascar. En 2009 Bruno Vila annonce à la communauté botanique du réseau Tela Botanica la (re-)découverte de l'herbier de l'université de Provence. En 2011 Martin Callmander (es) visite l'herbier de Marseille et confirme qu'il contient les collections étudiées par Jumelle, y compris une série presque complète de palmiers collectés par Perrier.
La collection de palmiers malgaches du musée de Marseille contient 208 spécimens provenant de Perrier de la Bâthie, six de Raymond Decary, et une chacun de Charles I. Forsyth-Major, Henri Humbert et George F. Scott-Elliot, soit un total de 217 spécimens dont 76 (35 %) sont des types nomenclaturaux et 69 ne se trouvent pas dans l'herbier du MNHN de Paris.

#### L'herbier du père Antoine Duss
Le père Antoine Duss a publié dans les Annales du musée colonial en 1896 une flore phanérogamique des Antilles françaises, synthèse de ses années d'observations botaniques et d'herborisation en Martinique et Guadeloupe. Il fait don d'un herbier de plantes correspondant à ces recherches. Chaque part d'herbier porte un numéro indiqué dans la flore publiée.

#### Collection Boëry
La collection Boëry concerne des plantes de Mauritanie collectées par le lieutenant P. Boëry. Henri Jumelle la publie en 1928.

### Musée des Arts africains, océaniens et amérindiens
Pour un article plus général, voir Musée des Arts africains, océaniens et amérindiens.
On y trouve les collections coloniales de la Chambre de commerce, qui incluent celles du musée colonial commercial de l'institut colonial mis en place en 1906 ; des reliquats du musée colonial de la Faculté des sciences ; et les collections du musée des Colonies construit dans l'enceinte du Parc Chanot.

### Musée du Quai Branly
Pour un article plus général, voir Musée du Quai Branly - Jacques-Chirac.
Le musée du quai Branly possède dans ses réserves 442 objets ethnographiques provenant du musée colonial. La majorité des objets concernent des productions économiques. Ce sont des outils agricoles), des vêtements et ornements corporels et des objets à usage militaire. On note aussi des usages cultuels, des instruments de musique et des armes.

### Musée d'histoire naturelle de Marseille
Le registre d'entrées ne mentionne que quelques pièces. Cependant il indique un don du musée colonial le 30 novembre 1961 (don de la Faculté des sciences de Marseille, section botanique). Dans les années 1980, une note indique un don de la Chambre de commerce et d'industrie de Marseille concernant des « Échantillons des matières premières [sèches] et manufacturées ayant transitées [sic] par le port de Marseille au cours du XIXe siècle ».

## Conservateurs
- Édouard Heckel
- Henri Jumelle 1916[64]
- Philippe Eberlin[65]

## Protection
Les collections du musée sont inscrites au titre des Monuments historiques par arrêté du 3 avril 2015. Une procédure de classement pour les collections, dont 554 échantillons, et le mobilier d'époque (tables et armoires vitrines),
est en cours à partir de 2015 - elle a été retardée par la réforme en 2016 de la loi relative à la Liberté de la création, à l'architecture et au patrimoine.
Le musée est aussi intégré au réseau Universeum, European Academic Heritage Network,.